# Gamlu

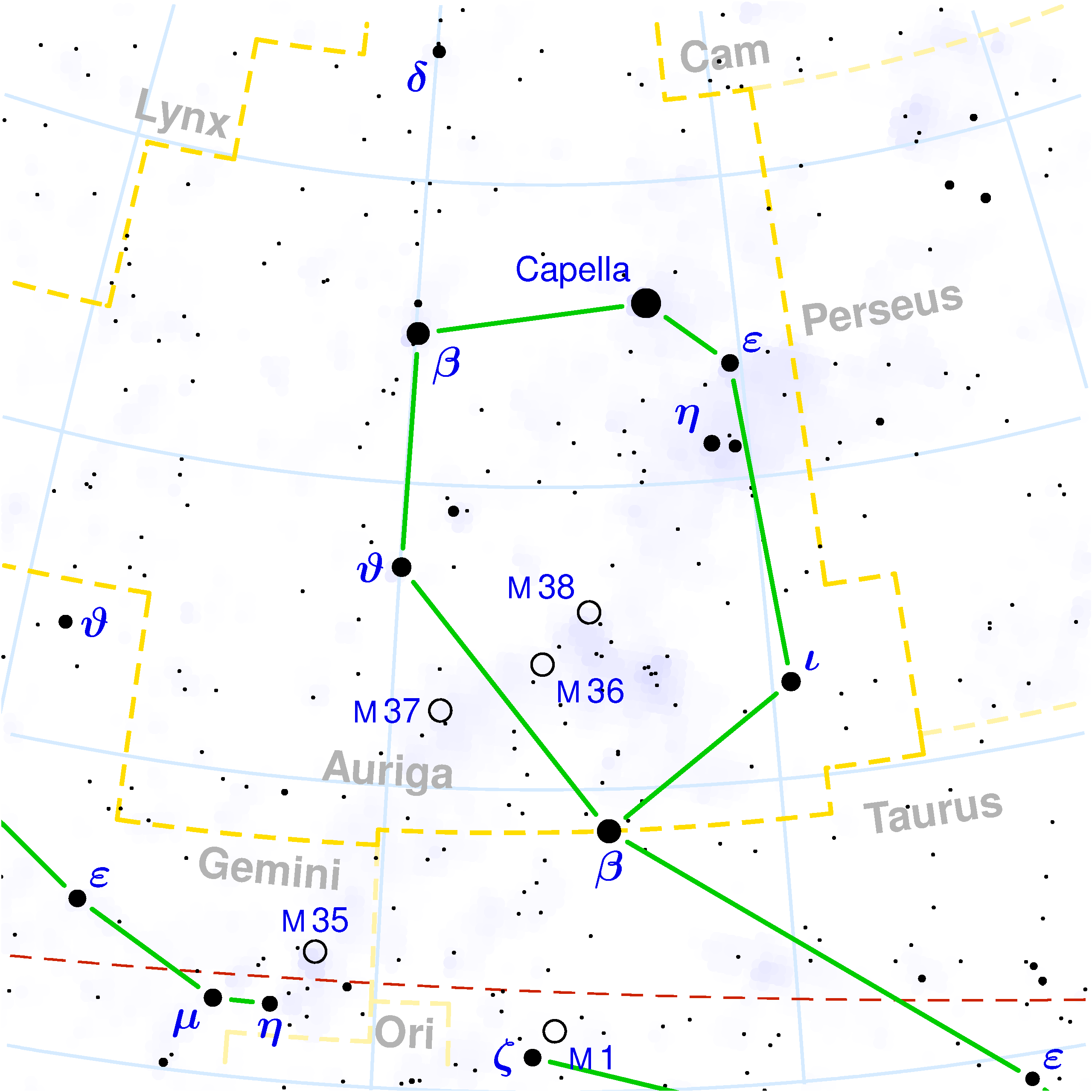
Karte des Sternbildes Fuhrmann

Gamlu (auch Gam; babylonisch mulgam-lu, mulgam) war die  mesopotamische Bezeichnung  des Sternbildes „Sichelschwert“, welches dem heutigen Sternbild Fuhrmann entspricht.
Capella (α; Gamlu) galt dabei als Hauptstern. Menkalinan (β) stellte den „Handgriff des Sichelschwertes“ (rittu) dar, der im Osten lag.

## Hintergrund

### Identifikation
Das Sternbild Gamlu konnte durch Angaben in der ersten Keilschrifttafel der Serie MUL.APIN sowie aufgrund der Ziqpu-Gestirnsliste identifiziert werden. 
Gamlu hatte als weiteren Beinamen: „Waffe des Marduk“. Er wurde in Verbindung mit anderen Sternen genannt: „Im Addaru gehen der mulKa-a, der mulKu und der Kakkab DMarduk auf. Der Lehrer sagt: Kakkab hat MULGamlu“. Gemäß dieser Beschreibung lag das „Sichelschwert“ in der „Hand des Marduk“.

### Omentexte
In Omentexten findet Gamlu ebenso Erwähnung: „Nähert sich Jupiter dem MULGamlu, so wird die Ernte im Lande Akkad gedeihen“. Gamlu zählte zu den „Sternen des Enlil“ und den „sieben Göttern am Himmel (tikpi)“. 
Im Zusammenhang mit dem Monat Kislimu wurde der Planet Jupiter auch mit dem Beinamen „Gamlu des Marduk“ öfter genannt: „Wenn MULGamlu im Kislimu zu Füßen von mulŠugi liegt“.